# Hieronim Sobczak
Hieronim Sobczak (ur. 14 września 1919 w Poznaniu, zm. 1 grudnia 1951 tamże) – polski bokser, reprezentant Polski.

## Kariera sportowa
Z pięściarstwem zapoznał się w okresie międzywojennym w klubie Warta Poznań, w której walczył do zakończenia swoich występów ringowych. Uczestnicząc w mistrzostwach Polski seniorów wywalczył w 1946 tytuł wicemistrza kraju, a w 1947 zdobył brązowy medal, wszystkie trofea w kategorii średniej. W 1945 roku, wystąpił w pierwszym powojennym spotkaniu międzypaństwowym reprezentacji Polski, w którym zremisował swój pojedynek w wadze półśredniej. 
Został pochowany na Cmentarzu Junikowo w Poznaniu (pole 3, kwatera 7, rząd 2, miejsce 36).